# Folleville, Somme
Folleville là một thị trấn ở tỉnh Somme trong vùng Hauts-de-France, Pháp.

## Địa lý
Thị trấn này tọa lạc trên đường D109, khoảng 15 dặm Anh về phía nam của Amiens.

## Dân số
| 1962                                                           | 1968 | 1975 | 1982 | 1990 | 1999 |
| -------------------------------------------------------------- | ---- | ---- | ---- | ---- | ---- |
| 52                                                             | 73   | 46   | 62   | 63   | 72   |
| Số liệu điều tra dân số từ năm 1962, dân số không tính hai lần |      |      |      |      |      |

## Địa điểm nổi bật
- Lâu đài Folleville (thế kỷ 14)
- Giáo đường Saint-Jacques-Le-Majeur và Saint-Jean-Baptiste